# No One Lives Forever 2: A Spy In H.A.R.M.'s Way
No One Lives Forever 2: a Spy In H.A.R.M.'s Way (také jako NOLF2) je hra, kterou vydává společnost Monolith a společnost Sierra. Tuto hru v Česku prodává CD Projekt . Tento již druhý díl této známe hry obsahuje velmi rozšířený Singleplayer (1 hráč) a Multiplayer (více hráčů) přes internet nebo přes síť LAN.

## Singleplayer
Pro jednoho hráče hra obsahuje 15 misí. Jako Cate Archer budete muset infiltrovat a sabotovat chod zlé organizace H.A.R.M., která se rozhodla ovládnout svět. Vybavíte se pořádnou škálou zbraní a špiónských pomůcek a můžete začít. Při plnění misí se podíváte například do Indie, Japonska, Ohia nebo na ostrov Khios. Celkem budete bojovat proti několika typům vojáků, od ninjů až po (skoro) nezničitelné supervojáky.

## Multiplayer
Zde máte na výběr ze tří typů her: Soudný den (doomsday, DD), Deathmatch (všichni proti všem), Týmový Deathmatch a Kooperativní.
Soudný den,zde se rozdělíte do dvou týmů a snažíte se sestrojit stroj soudného dne, ten se skládá ze třech částí. Když ho jedno z družstev sestrojí, vyhrává.
Deathmatch a Týmový Deathmatch: V tomto typu hry bojují všichni proti všem, můžete se zde setkat s mapami ze Singleplayeru. Týmový Deathmatch je to samé až na to že hrajete v týmech.
Kooperativní typ je asi nejzajímavější, v něm si zahrajete mise, které jsou určeny jenom pro jednoho hráče, zde si je ale můžete zahrát až ve čtyřech hráčích.

## Požadavky
- Systém: Windows 98/ME/2000 (s posledním SP)/XP
- Procesor: Pentium 3 500 MHz a lepší
- Paměť RAM: 128 MB a více (256 pro Windows XP)
- Pevný disk: 1,4 GB volného místa
- Grafická karta: 32 MB s hardwarovou podporou, T&L
- Zvukové karta: 16bitová kompatibilní s DirectX 8.1
- DirectX: 8.1 a vyšší

## Užitečné odkazy
- Stránka s novinkami
- Oficiální stránka
- Oficiální fórum